# 巴林—以色列和平協議
巴林－以色列和平協議，正式名称为《亚伯拉罕协议:宣布和平、合作和建设性外交和友好关系》，是一项使巴林和以色列之间的外交和其他关系正常化的协议。川普总统于2020年9月11日宣布了这项协议。 此前，美国、以色列和阿联酋于2020年8月13日发表联合声明，正式称为《亚伯拉罕协议》。协议于2020年9月15日在华盛顿特区的白宫正式签署，使巴林成为第四个承认以色列的阿拉伯国家，也是一个月内第二个承认以色列的阿拉伯国家。

## 背景
2005年，巴林放弃了对以色列的抵制，以换取与美国的自由贸易协定。
2017年5月20日至21日，55个穆斯林国家和美国在沙特首都利雅得举行峰会，讨论根除全球恐怖主义的方法。 沙特阿拉伯国王萨勒曼和包括巴林在内的逊尼派国家领导人讨论了伊朗在中东日益增长的影响力和活动。以色列没有被邀请参加峰会。
2017年9月，巴林国王哈迈德·本·伊萨·本·萨勒曼·阿勒哈利法在洛杉矶西蒙·维森塔尔中心对犹太教教士马文·希尔发表演讲，谴责阿拉伯联盟抵制以色列，称尽管两国没有外交关系，但巴林公民有权访问以色列。
2018年5月8日，沙特阿拉伯、阿联酋和巴林公开表示欢迎并支持美国退出伊朗核协议，称伊朗在中东地区进行破坏稳定的活动。以色列也支持美国退出。 由于伊朗在该地区日益增长的影响力和参与，巴林支持以色列对伊朗的立场，并拉近了两国的关系。在2018年5月叙利亚以色列-伊朗事件中，巴林外交部长表示支持以色列的“自卫权利”。
2019年2月13日至14日，巴林和以色列参加了在波兰华沙举行的安全会议，会上讨论了伊朗日益增长的影响力。随后，以色列和海湾国家的关系变得更加紧密。2019年6月25日至26日，巴林在麦纳麦举办了“和平到繁荣”研讨会，特朗普政府在会上介绍了特朗普和平计划的经济部分。巴勒斯坦权力机构拒绝了该计划，并在以色列未获邀请的情况下抵制了会议，尽管以色列记者获准报道会议的过程。2019年7月，巴林外交部长哈立德·本·艾哈迈德·阿勒哈利法和以色列外长伊斯拉尔·卡茨在美国举行会晤。2019年10月，以色列官员达纳·本维尼蒂斯-加贝出席了在巴林麦纳麦举行的“海上和航空安全工作组”。2019年12月，耶路撒冷首席拉比什洛莫·阿马尔访问巴林，参加一个跨宗教活动。
2020年8月13日，特朗普总统宣布阿联酋和以色列将根据以阿和平协议实现关系正常化。巴林称赞该协议，称它将有助于地区稳定与和平。此外，作为双方日益加强合作的标志，巴林和沙特阿拉伯允许来往以色列的飞机飞越上空，作为对该协议的支持。

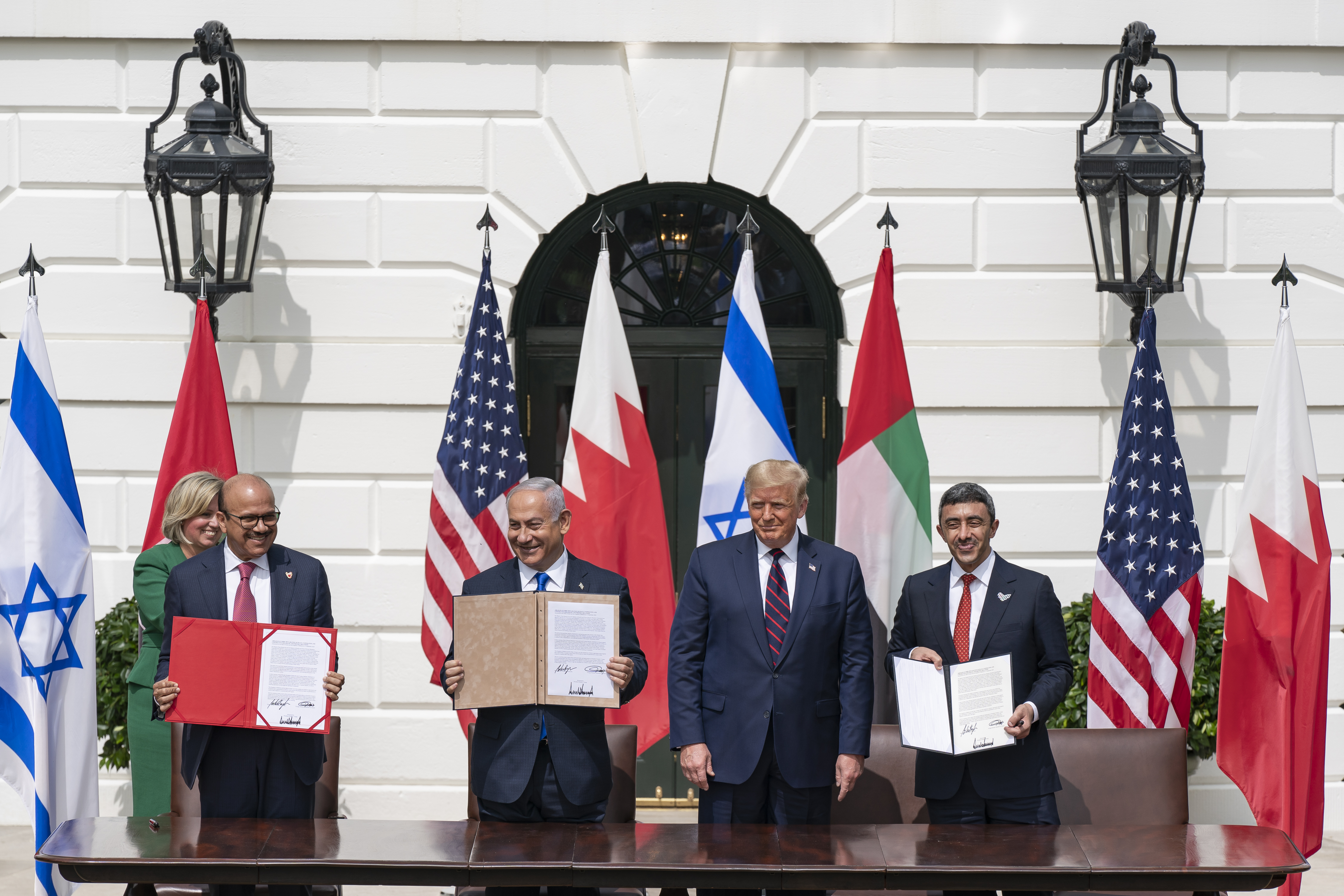
2020年9月15日，白宫签署亚伯拉罕协议

阿拉伯国家虽然仍然支持巴勒斯坦人的权利，但也越来越愿意寻求与以色列建立各种关系。特朗普政府采取的“零敲碎打”的方式，充分利用了以色列和巴勒斯坦冲突无法达成解决方案的问题，争取以色列和其他阿拉伯国家关系正常化。
2020年8月26日，国王哈迈德·本·伊萨·本·萨勒曼·阿勒哈利法告诉来访的美国国务卿迈克·蓬佩奥，他的国家致力于建立一个巴勒斯坦国，并驳回了华盛顿推动阿拉伯国家与以色列关系正常化的努力。 然而，2020年9月11日，巴林和以色列宣布同意建立全面外交关系。美国总统唐纳德·特朗普在宣布这一消息的当天表示:“对于引发9/11事件的仇恨，没有比这更有力的回应了。”

## 协议
两国同意建立外交关系，这是巴林与以色列关系全面正常化的第一步。尽管表示巴林慎重地接受以色列的合法性，但哈马德国王强调，“作为一种战略选择，根据两国解决方案和具有国际合法性的相关决议，有必要达成公正和全面的和平。”特朗普表示，两国将互派大使，在两国开设大使馆，并开始在技术、卫生和农业等领域开展合作。该协议还允许在特拉维夫和麦纳麦之间建立航班。2020年9月15日，协议签署仪式在白宫举行。 该声明承认两国的主权，并指出两国已同意在未来就大使馆和其他议题寻求协议。

## 各界反应

巴林和以色列
支持
反对
中立
未表态

- ：澳大利亚外交部长马里斯·佩恩说，澳大利亚欢迎两国关系正常化，称这是朝着中东和平与安全迈出的勇敢一步。[29]
- 巴林：巴林国王哈马德·本·萨勒曼·阿勒哈利法的高级顾问表示，这一正常化协议“向以色列人民发出了积极和鼓舞人心的信息，即与巴勒斯坦人民实现公正和全面的和平是最佳途径，符合以色列人民和该地区人民的未来的真正利益。”[30]
- 巴西：巴西政府表示，它对巴林王国和以色列国在两国和美利坚合众国在一项联合声明中宣布的关于全面建立外交关系的协议感到高兴。[31]
- 加拿大：加拿大外交部长商鹏飞说，加拿大欢迎以色列和巴林之间的关系正常化，并表示这是朝着加强中东和平、稳定与安全迈出的积极而重要的一步。[32]
- ：哥斯达黎加外交部表示，他们高兴地欢迎以色列和巴林建立关系的声明，并希望这将给中东带来稳定。[33]
- ：克罗地亚外交部表示，它欢迎以色列和巴林之间就建立全面外交关系达成的协议，称这是“迈向该区域稳定的又一步骤”。它还赞扬美国在这一进程中发挥的作用。[34]
- 賽普勒斯：外交部表示对巴林王国和以色列之间建立外交关系的协议表示欢迎。它补充说，在以色列和阿联酋一个月前宣布了类似的决定之后，这项协议是该地区和平与稳定的又一积极发展。[35]
- 捷克：捷克政府对该声明表示欢迎，称该声明“可以进一步增强中东国家之间迫切需要的合作与和平的希望，为解决巴以冲突的谈判提供新的动力”。[36]
- 埃及：总统阿卜杜勒-法塔赫·塞西是最早做出反应的人之一，他对巴林和以色列之间的协议表示赞赏，称该协议对中东地区的稳定与和平至关重要。[37]
- 欧洲联盟：欧盟欢迎两国建立外交关系，并承认美国为实现中东稳定所作的贡献。[38]
- 爱沙尼亚：该国外交部长乌尔马斯·莱因萨鲁在Twitter上表示:“我对以色列和巴林之间宣布关系正常化表示热烈欢迎，并认识到美国在这一过程中的作用。”这是有利于中东和平与稳定的积极消息”。[39]
- 德国：德国外交部长海科·马斯表示:“以色列和巴林之间建立外交关系是该地区迈向和平的又一重要步骤。”[40]
- 希腊：希腊外交部说，希腊欢迎巴林和以色列达成建立外交关系的协议，并补充说，它认为，继以色列和阿联酋达成类似协议之后，这一发展是巩固更广泛的东地中海地区和平与稳定的非常重要的一步。此外，希腊认识到美国在实现这一目标方面发挥的决定性作用和提供的帮助，强调有必要在国际法和联合国安理会决议的基础上，为阿以冲突找到全面的“两国方案”。[41]
- 伊朗：该国前外长表示:“巴林和阿联酋鲁莽的统治者不应该为该地区的犹太复国主义者铺平道路。”[42]伊朗外交部也谴责了这项协议，称巴林“在美国选举的祭坛上牺牲了巴勒斯坦的事业……其结果无疑将是巴勒斯坦被压迫人民、穆斯林和世界自由国家日益增长的愤怒和持久的仇恨”。[43]
- 以色列：以色列总理内塔尼亚胡在协议宣布后表示，“这是一个和平的新时代。”多年来，我们一直在为和平投资，现在和平也会为我们投资，给以色列经济带来巨大的投资。”[44]
- 约旦：2020年9月11日，约旦外交部长萨法迪说，在该地区实现公平和全面和平的必要步骤应该来自以色列，在以色列和巴林宣布关系正常化之后，以色列应该“停止破坏两国方案的所有程序，结束对巴勒斯坦土地的非法占领”。[45]
- 科索沃[b]：科索沃外交部长梅利扎·哈拉迪纳伊祝贺巴林和以色列建立了关系正常化。[46]
- 拉脫維亞：拉脱维亚外交部长表示，他对以色列和巴林建立全面外交关系的消息表示欢迎，称“这将促进该地区的和平与稳定”。此外，他赞扬美国在促进以色列和巴林关系正常化方面所发挥的作用。[47]
- 阿曼：国家媒体报道说，阿曼“欢迎两国关系正常化的决定”，并“希望一些阿拉伯国家采取的这条新的战略道路将有助于实现和平，其基础是结束以色列对巴勒斯坦土地的占领，建立一个以东耶路撒冷为首都的独立的巴勒斯坦国。”[48]
- 巴勒斯坦：巴勒斯坦领导人谴责该协议是对耶路撒冷和巴勒斯坦事业的背叛。领导层还召回了驻麦纳麦的大使。[49]
- 羅馬尼亞：罗马尼亚外交部长奥雷斯库说，罗马尼亚欢迎以色列和巴林两国关系正常化的历史性宣布。他补充说，这项宣布可能有助于中东地区更大的稳定和安全。[50]
- 土耳其：土耳其外交部“强烈谴责并对巴林决定与以色列建立外交关系表示关切”。此举打击了巴勒斯坦事业和助长了以色列的非法行为。[51]
- 阿联酋：阿联酋表示，欢迎该协议，并希望它将有助于中东的和平。[52]
- 英国：联合王国欢迎以色列和巴林之间关系正常化的协议。[53]
- 美国：唐纳德·特朗普总统在推特上写道:“又一个历史性突破!我们两个伟大的朋友，以色列和巴林王国，已经达成了一项和平协议。这是30天内第二个与以色列讲和的阿拉伯国家。”[54]
- 乌拉圭：总统发表了一份新闻稿，对该协议表示满意，并表示“希望在各国不同机构批准的法律框架内，这一倡议也包括直接参与和平进程的其他国家”。并充分尊重国际法准则。”[55]
- 葉門：也门外交部表示，“除非按照阿拉伯和平倡议恢复人民的权利，否则不会实现正常化。”[56]

其他组织
- 巴勒斯坦伊斯兰圣战运动在一份声明中表示，“该协议是巴勒斯坦和这个国家一系列背叛行为中的一个新插曲，是一次公然的政变，反对所有与巴勒斯坦有关的阿拉伯、民族和伊斯兰参数。”[57]
- 阿尔及利亚议会的多数党民族解放阵线把巴林与以色列关系的正常化形容为对巴勒斯坦事业的“全面背刺和背叛”。该党在一份声明中补充说，它“极为愤怒和愤慨地收到巴林宣布与被篡夺的犹太复国主义实体关系正常化的不祥消息”。[58]
- 真主党说，它“强烈谴责”以色列和巴林关系正常化的举动，称这是“对巴勒斯坦人民的极大背叛”，并补充说，“巴林的专制政权”是应美国的要求做出这一举动的。[59]

## 外部連結
- Ravid, Barak. . Axios.   [2020-09-12]. （原始内容存档于2021-01-11） （英语）.